# Хасан, Басма
Басма Хасан (араб. بسمة حسن‎; род. 7 декабря 1976, Каир) — египетская актриса.

## Ранний период жизни
Её отец работал журналистом, а мать была активисткой за права женщин. Является внучкой покойного Юсефа Дарвиша, египетского еврея и коммунистического активиста.
Изучала английскую литературу в Каирском университете в Эль-Гизе.

## Карьера

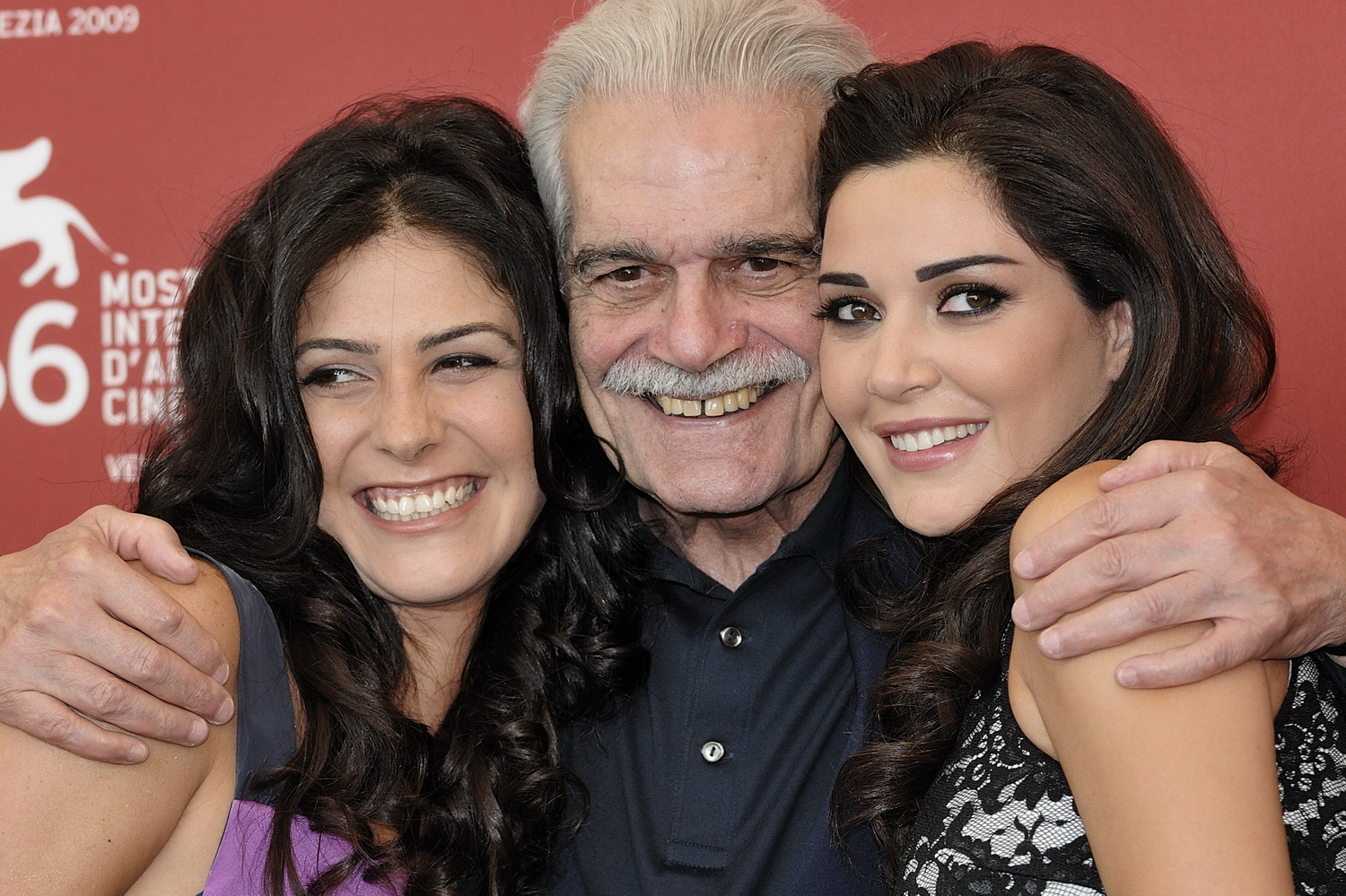
Басма (слева), Омар Шариф и Сирин Абдельнур

Актёрскую карьеру начала ещё во время учебы в Каирском университете, снявшись в фильме «Город» в 1999 году, когда режиссер Юсри Насралла выбрал её для участия в съёмках. Прежде чем стать актрисой, она пробовала быть радиоведущей и дала интервью на национальном радиоканале. Затем снялась в американском сериале «Тиран».

## Личная жизнь
15 февраля 2012 года вышла замуж за политического активиста Амра Хамзави, депутата парламента от левоцентристской «Партии свободы Египта». У пары родилась дочь Надя, но в 2019 году они расстались.